# División de Honor Plata de balonmano

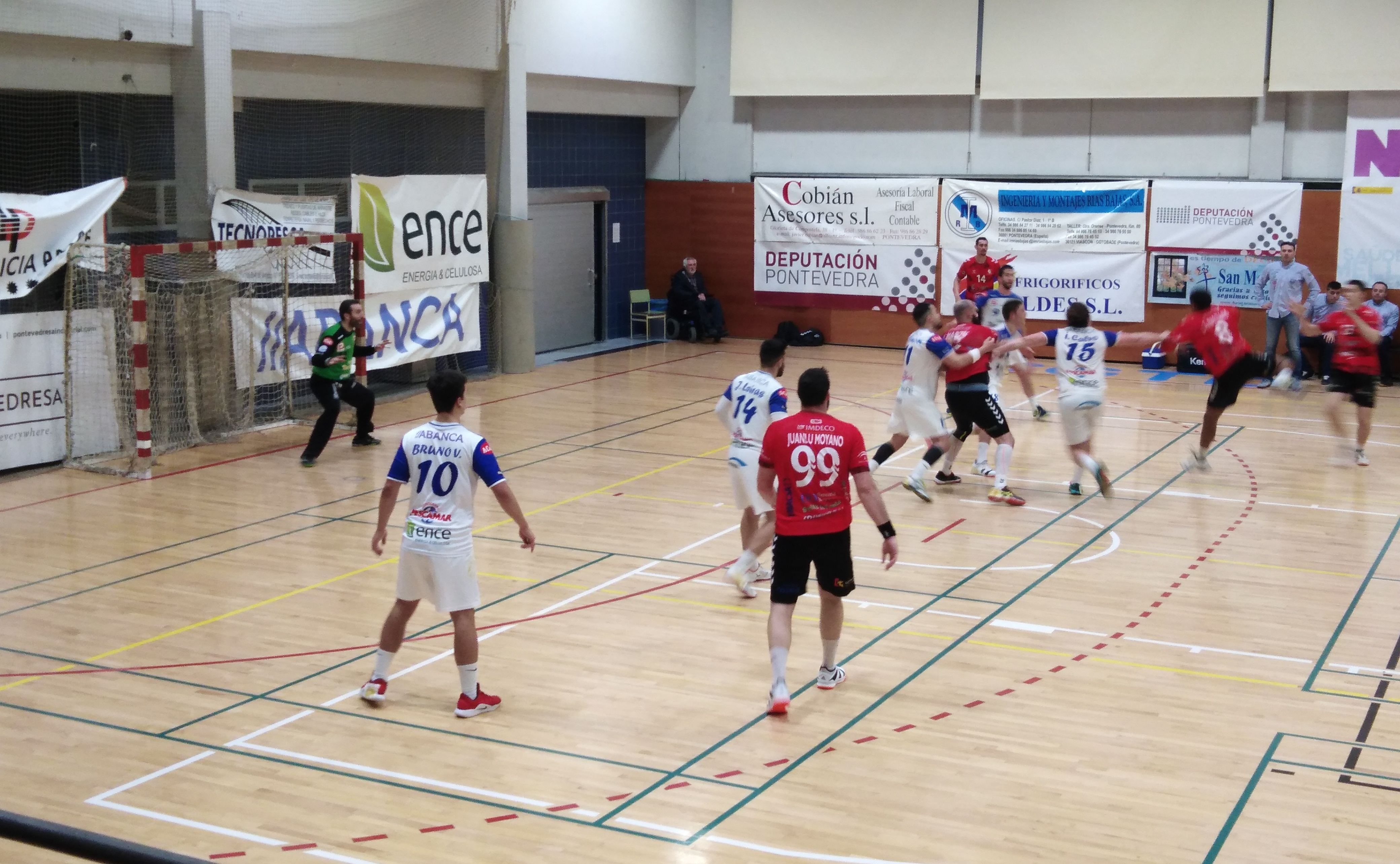
BM Cisne - Córdoba Cajasur de División de Plata 2019-20.

División de Honor Plata es la segunda categoría nacional de balonmano masculino en España, por detrás de la Liga Asobal y por delante de la Primera División Nacional. Se trata de la primera competición organizada por la Federación Española de Balonmano. Su primera edición se disputó en la temporada 1994/95 y se creó como una categoría puente entre la profesionalidad de la Asobal y el amateurismo de la mayor parte de la Primera Nacional. En la temporada 2008/2009 se modificó el nombre de la categoría, anteriormente se denominaba División de Honor B.

## Sistema de competición
Compiten en ella 16 equipos de todo el territorio nacional. A partir de la temporada 2008/2009 se modificó el sistema de ascenso a la Liga Asobal. Antes los dos primeros equipos al cabo de las 30 jornadas ascendían directamente, ahora sólo sube directamente el primer clasificado y la otra plaza de ascenso se la juegan del 2.º al 5.º clasificado en un play-off. Los 3 últimos descienden a Primera División Nacional automáticamente.

## Historial
| Temporada | Primero                       |
| --------- | ----------------------------- |
| 1994-95   | Caja Bilbao Barakaldo         |
| 1995-96   | Pescanova Chapela             |
| 1996-97   | Universidad de Oviedo Naranco |
| 1997-98   | Barakaldo UPV                 |
| 1998-99   | Valencia Airtel               |
| 1999-00   | BM Altea                      |
| 2000-01   | Barakaldo UPV                 |
| 2001-02   | Canal Alcobendas              |
| 2002-03   | Octavio Pilotes Posada        |
| 2003-04   | BM Alcobendas                 |
| 2004-05   | Algeciras BM                  |
| 2005-06   | BM Antequera                  |
| 2006-07   | Octavio Pilotes Posada        |
| 2007-08   | BM Alcobendas                 |
| 2008-09   | Toledo BM                     |
| 2009-10   | Alser Puerto Sagunto          |
| 2010-11   | Octavio Pilotes Posada        |
| 2011-12   | FC Barcelona B                |
| 2012-13   | FC Barcelona B                |
| 2013-14   | FC Barcelona B                |
| 2014-15   | SD Teucro                     |
| 2015-16   | Atlético Valladolid           |
| 2016-17   | SD Teucro                     |
| 2017-18   | BM Alcobendas                 |
| 2018-19   | BM Nava                       |
| 2019-20   | BM Cisne                      |
| 2020-21   | BM Torrelavega                |
| 2021-22   | BM Guadalajara                |
| 2022-23   | BM Puerto Sagunto             |
| 2023-24   | BM Guadalajara                |

## Palmarés
| Equipo                 | Campeón | Años campeón           |
| ---------------------- | ------- | ---------------------- |
| BM Alcobendas          | 4       | 2002, 2004, 2008, 2018 |
| BM Barakaldo           | 3       | 1995, 1998, 2001       |
| Octavio Pilotes Posada | 3       | 2003, 2007, 2011       |
| F. C. Barcelona "B"    | 3       | 2012, 2013, 2014       |
| BM Guadalajara         | 2       | 2022, 2024             |
| SD Teucro              | 2       | 2015, 2017             |
| BM Puerto Sagunto      | 2       | 2010 y 2023            |
| BM Chapela             | 1       | 1996                   |
| BM Naranco             | 1       | 1997                   |
| BM Valencia            | 1       | 1999                   |
| BM Altea               | 1       | 2000                   |
| Algeciras BM           | 1       | 2005                   |
| BM Antequera           | 1       | 2006                   |
| Toledo BM              | 1       | 2009                   |
| Atlético Valladolid    | 1       | 2016                   |
| Club Balonmano Nava    | 1       | 2019                   |
| BM Cisne               | 1       | 2020                   |
| BM Torrelavega         | 1       | 2021                   |